# Serie A (Eishockey) 1935
Die Saison 1935 war die neunte Austragung der italienischen Eishockeymeisterschaft und die erste als Serie A, der höchsten italienischen Eishockeyspielklasse. Meister wurde zum ersten Mal in der Vereinsgeschichte überhaupt der HC Diavoli Rossoneri Milano.

## Serie B
Die Serie B wurden als Qualifikationsrunde für die Serie A eingeführt.
Halbfinale
| 10. Februar 1935 | SC Bolzano-Renon | 2:1 (2:1, 0:0, 0:0) | SG Cortina II |  |

| 13. Februar 1935 | HC Milano II Signorini Galassi | 3:1 (0:0, 1:0, 2:1) | Diavoli Rossoneri II |  |

Finale
| 17. Februar 1935 | SC Bolzano-Renon | 1:2 (0:1, 1:0, 0:1) | HC Milano II Mario Zucchini (5:30) Gianni Scotti (13.) | Soprabolzano |

Damit qualifizierte sich die zweite Mannschaft des HC Milano für die Meisterschaft der Serie A.

## Serie A
Die drei Mannschaften absolvierten jeweils zwei Spiele. Der Erstplatzierte wurde Meister. Für einen Sieg erhielt jede Mannschaft zwei Punkte, bei einem Unentschieden gab es einen Punkt und bei einer Niederlage keinen Punkt.
Die Spiele der Serie A sollten vom 27. Februar bis 1. März 1935 in Cortina stattfinden, allerdings war das Natureisstadion dort nicht bespielbar. Der italische Eishockeyverband verlegte den Wettbewerb daher in den Palazzo Ghiacco in der Via Piranesi in Mailand. Aufgrund der Verlegung verzichtete die eigentlich automatisch qualifizierte SG Cortina auf eine Teilnahme, so dass ausschließlich Mailänder Teams teilnahmen.
| 2. März 1935 | HC Diavoli Rossoneri Milano Mario Zucchini (5:30) Gianni Scotti (13.) | 2:0 (2:0, 0:0, 0:0) | HC Milano II |  |

| 3. März 1935 | HC Milano Luigi Venosta Timpano Franco Rossi Tino De Mazzeri Luigi Venosta Tino De Mazzeri Franco Rossi | 11:0 (3:0, 4:0, 4:0) | HC Milano II |  |

| 4. März 1935 | HC Diavoli Rossoneri Milano Gianni Scotti (34.) Giorgio Pellegrini (53:30) | 2:1 (0:0, 1:1, 1:0) | HC Milano Tino De Mazzeri (34:20) |  |

|    | Klub                        | Sp | S | U | N | Tore | Punkte |
| -- | --------------------------- | -- | - | - | - | ---- | ------ |
| 1. | HC Diavoli Rossoneri Milano | 2  | 2 | 0 | 0 | 4:1  | 4      |
| 2. | Hockey Club Milano          | 2  | 1 | 0 | 1 | 12:2 | 2      |
| 3. | Hockey Club Milano II       | 2  | 0 | 0 | 2 | 0:13 | 0      |

Sp = Spiele, S = Siege, U = unentschieden, N = Niederlagen

## Meistermannschaft
Egidio Bruciamonti – Franco Carlassare – Alberto De Bernardi – Ignazio Dionisi – Mario Maiocchi – Giorgio Pellegrini – Gianni Scotti – Mario Zucchini